# Ӫ
La Ӫ, minuscolo ӫ, chiamata anche ö con dieresi è una lettera dell'alfabeto cirillico. 
Viene usata nella versione cirillica modificata per la lingua hanti e per la lingua even:
- In even rappresenta la vocale anteriore semichiusa arrotondata /ø/ o la vocale quasi chiusa quasi anteriore arrotondata /ʏ/.
- In hanti rappresenta la vocale semichiusa centrale arrotondata /ɵ/ o la semiaperta centrale arrotondata /ɞ/.